# Laïmari
Laïmari (ou Leïmari) est une localité du Cameroun située au sud du lac Tchad dans le département du Logone-et-Chari et la Région de l'Extrême-Nord. Elle fait partie de la commune de Fotokol et du canton de Woromari.

## Population
Lors du recensement de 2005, on y a dénombré 601 personnes.

## Situation d'insécurité
Selon un rapport des Nations unies de 2017, Laïmari fait partie des localités de l'Extrême-Nord touchées par des attaques kamikazes fréquentes. Cette situation d'insécurité volatile en rend l'accès difficile.